# مهرجانات الأغنية البلطيقية
المهرجانات البلطيقية للأغاني (بالإستونية: laulupidu، باللاتفية: dziesmu svētki، بالليتوانية: dainų šventė) هي مهرجانات تقليدية للأغاني والرقص للهواة في دول البلطيق مدرجة في قائمة اليونسكو للتراث الثقافي غير المادي.
أُقيم مهرجان الأغنية الأول في زيورخ، سويسرا، في يونيو 1843. وحضره 2184 مغنيًا (de:Schweizerisches Gesangsfest). انتقل التقليد إلى فورتسبورغ بألمانيا في عام 1845، ومن هناك وصل إلى دول البلطيق عبر الألمان البلطيقيين وجمعياتهم الكورالية. أُقيم لأول مرة في إستونيا في عام 1869 (مهرجان الأغنية الإستوني)، وفي عام 1873 في لاتفيا (مهرجان الأغنية والرقص اللاتفي). وجاء التقليد أخيرًا إلى ليتوانيا في عام 1924 (مهرجان الأغنية الليتوانية).
تعتبر هذه المهرجانات أحداثًا ضخمة تجتذب حوالي 30,000 مغني. تُقام المهرجانات كل خمس سنوات في إستونيا ولاتفيا، وكل أربع سنوات في ليتوانيا، للاحتفال بالأغاني والرقصات الشعبية التقليدية. خلال حقبة الاتحاد السوفيتي، كانت هذه المهرجانات احتجاجًا سياسيًا ضد الشيوعية. في أواخر الثمانينات، أصبحت الأغاني جزءًا لا يتجزأ من حركة الاستقلال، المعروفة أحيانًا بثورة الغناء.
في عام 2014، جذب مهرجان الأغنية الإستوني ما مجموعه 159,300 شخص. وكان هذا أكبر رقم منذ استعادة استقلال إستونيا.